# Ven-Zelderheide
Pour les articles homonymes, voir Ven.

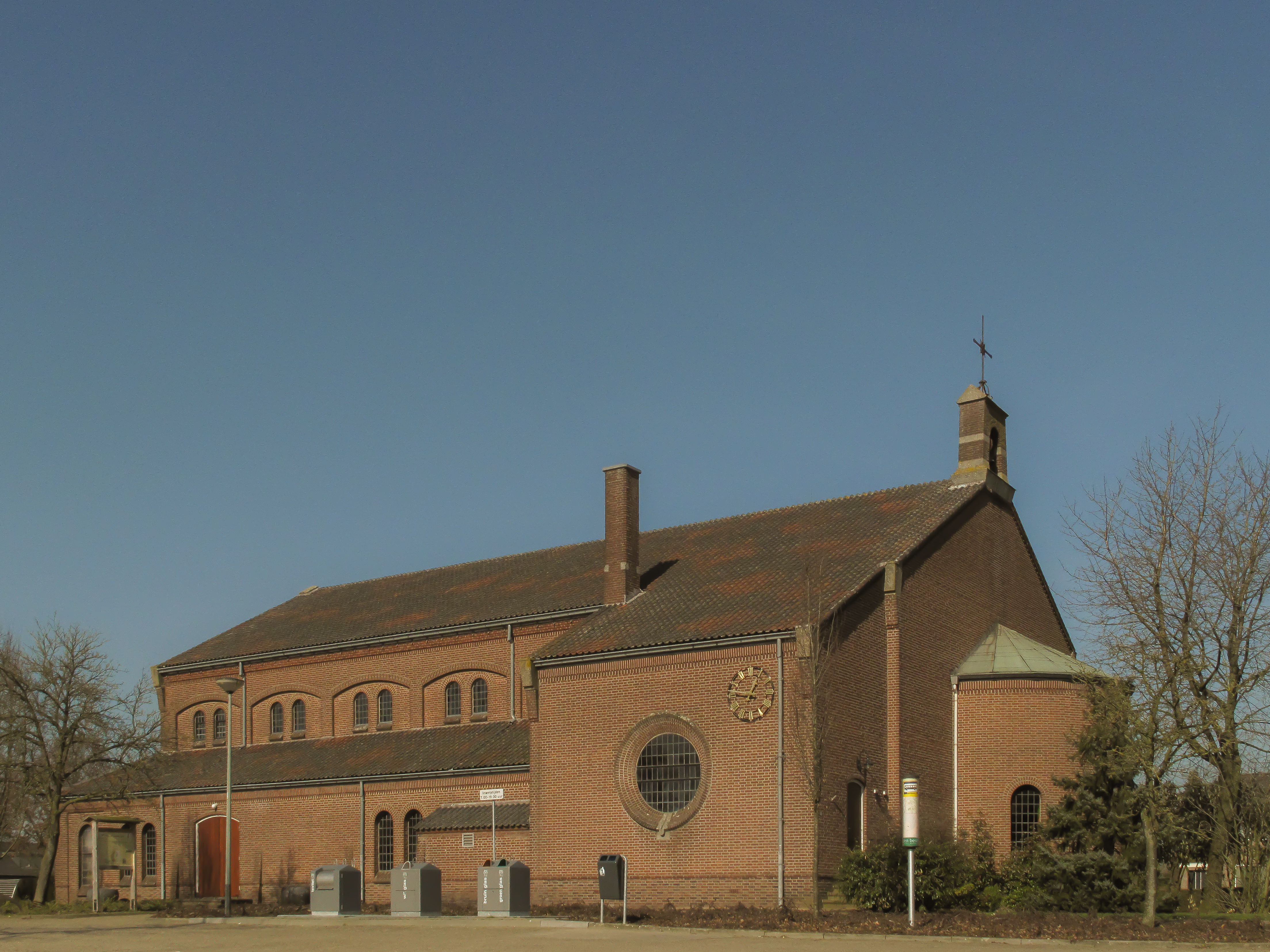
Ven-Zelderheide, chapelle: de Sint Antonius Abtkapel

Ven-Zelderheide est un village situé dans la commune néerlandaise de Gennep, dans la province du Limbourg. Le 1er janvier 2008, le village comptait 769 habitants.